# Helada

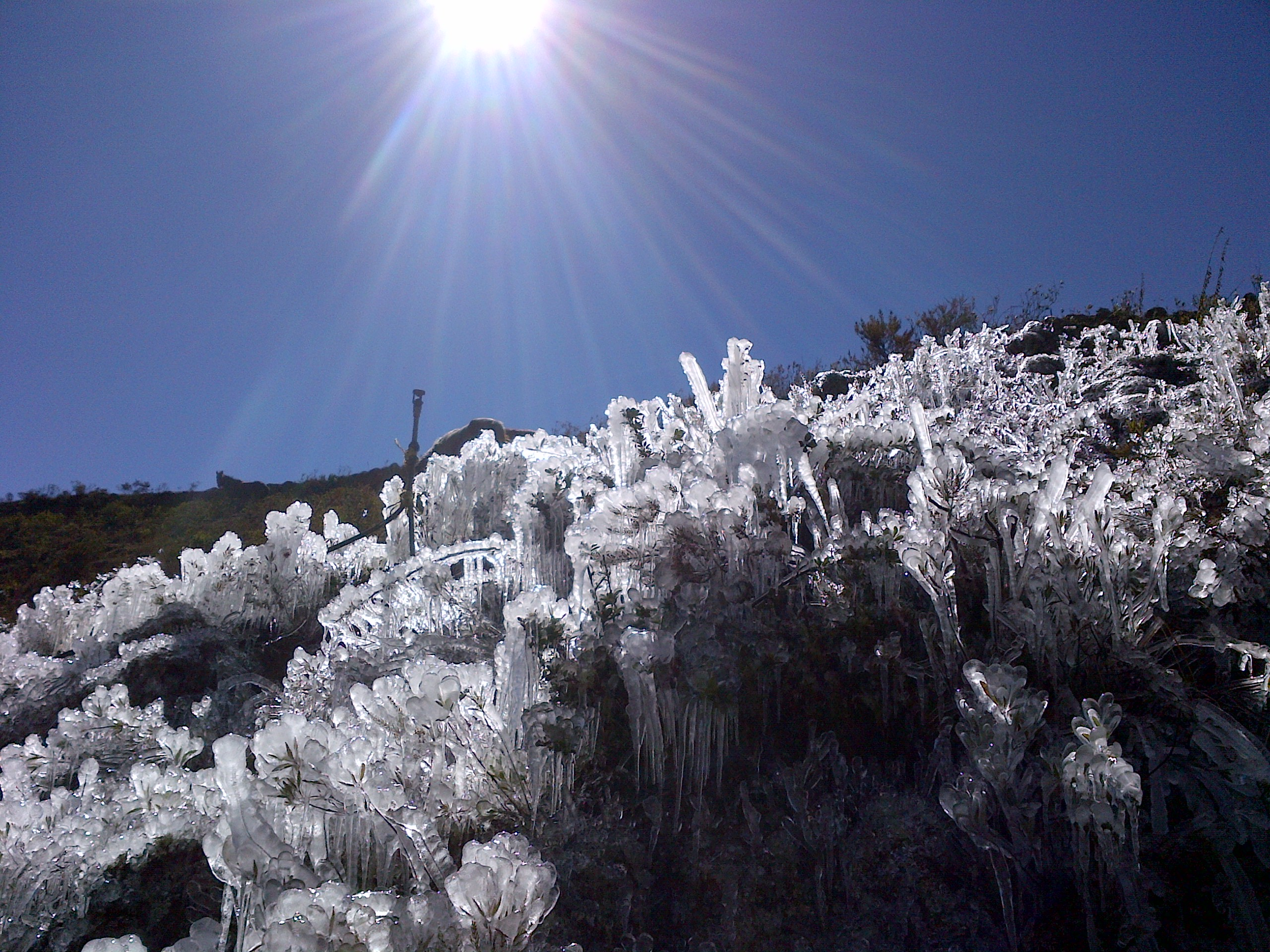
Apartaderos (Andes venezolanos) es la aldea más alta de Venezuela; por su localización en un ecosistema de tundra alpina llamado páramo, sufre de intensos cambios de temperaturas diarios que han sido descriptos como “verano durante el día e invierno durante la noche”.

La helada es un fenómeno meteorológico que consiste en un descenso de la temperatura ambiente a niveles inferiores al punto de congelación del agua y hace que el agua o el vapor que está en el aire se congele depositándose en forma de hielo en las superficies. Más precisamente, la Organización Meteorológica Mundial habla de helada en el suelo, en referencia a diversos tipos de cobertura de hielo sobre el suelo, producidas por la deposición directa del vapor de agua.

## Tipos

### Helada por radiación

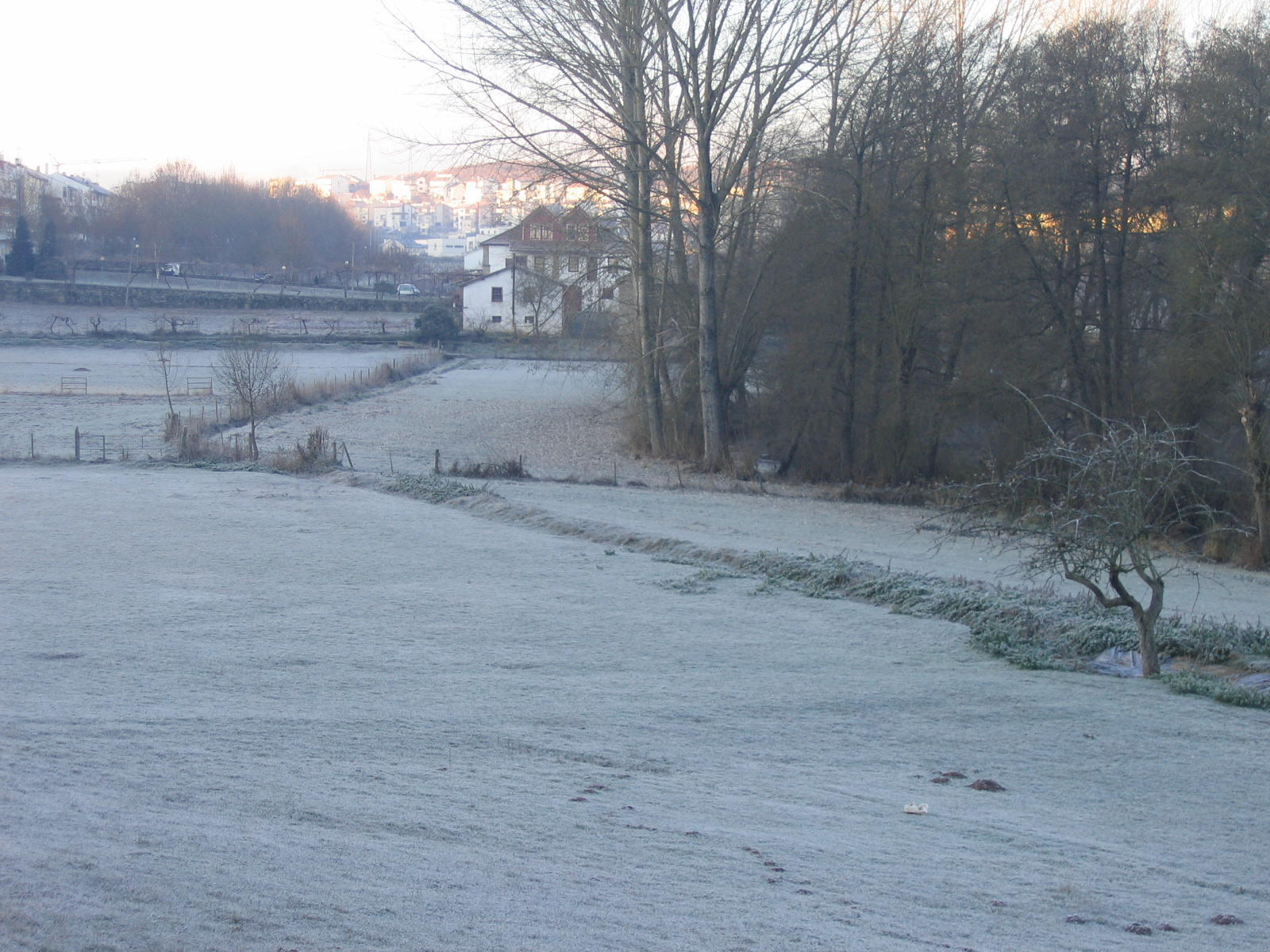
Helada por radiación en Braganza, Portugal.

La helada por radiación se debe a un enfriamiento progresivo e intenso del suelo, por radiación de su calor, produciéndose mayormente en las noches de cielo despejado, donde la pérdida de calor es superior al calor recibido durante el día. Este tipo de heladas está caracterizada por cielos despejados, vientos con baja velocidad, inversiones de temperatura, bajas temperaturas de punto de rocío y temperaturas menores a 0 °C.
La humedad atmosférica, que puede ser relativamente cálida, se condensa sobre las superficies sólidas en forma de rocío o congelándose, si aquellas se hallan a menos de 0 °C.

### Helada por advección
La helada por advección es ocasionada por la invasión de una corriente o masa de aire frío con temperatura inferior a 0 °C. La acción del aire frío, normalmente de las regiones polares, puede ser continua y durar por varios días.
Una helada advectiva es producida por las masas de aire frío que se depositan en un área, remplazando el aire que estaba a una temperatura mayor, generalmente se presentan en latitudes medias y latitudes altas. Este tipo de heladas están asociadas a condiciones nubladas, vientos moderados a fuertes y no se evidencia una inversión en la tropósfera. A menudo las temperaturas caen bajo cero y se mantienen bajas todo el día. Por ejemplo, Prabha y Hoogenboom define una helada advectiva como noches en la que la velocidad del viento excede los 2 m s−1 y existen temperaturas bajo 0 °C.

### Helada por evaporación

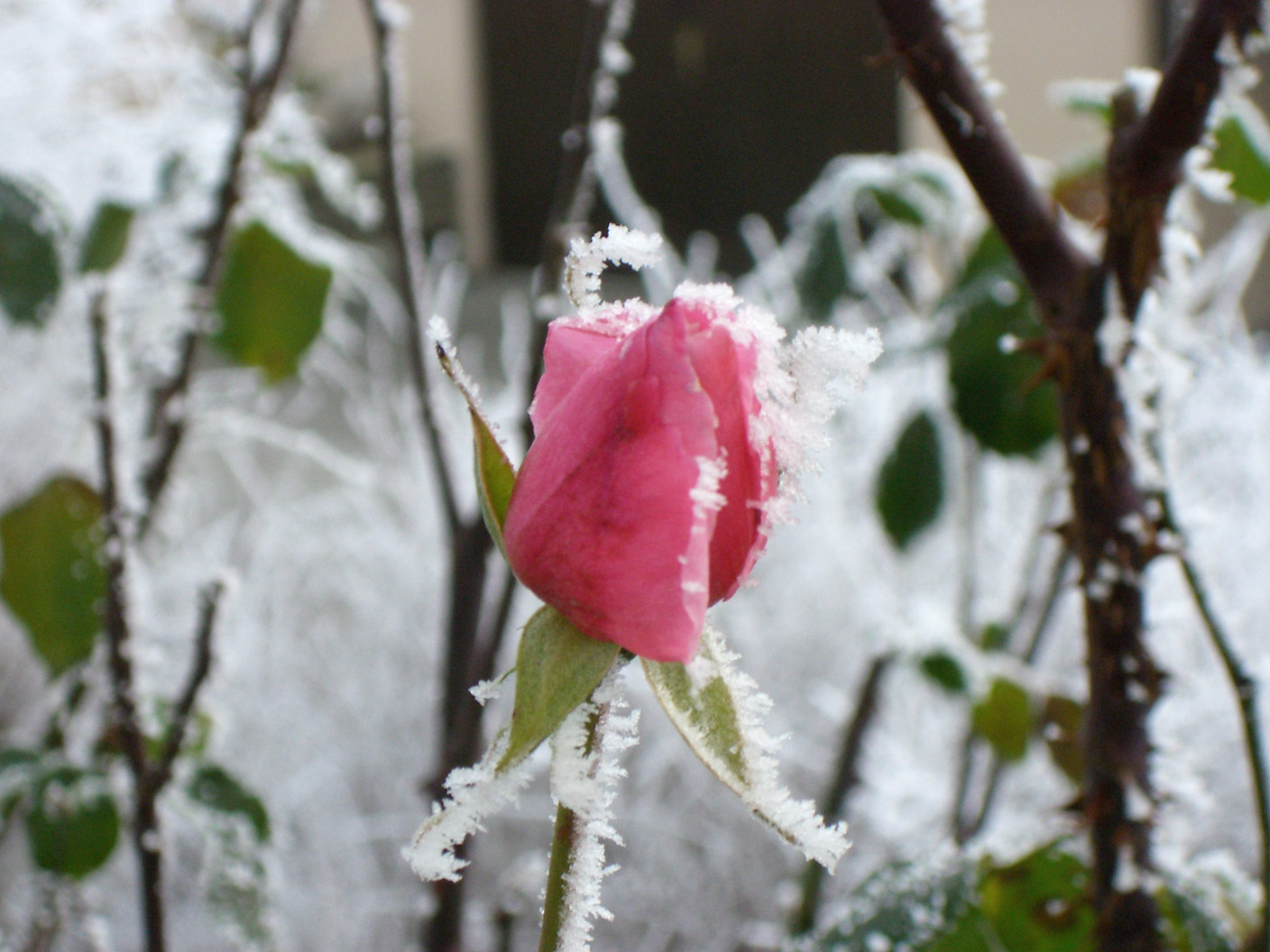
Una rosa helada durante el transcurso de una helada.

La helada por evaporación es debida a la evaporación de agua líquida desde la superficie vegetal. Suele ocurrir cuando, debido a la disminución de la humedad relativa atmosférica, el rocío formado sobre las plantas se evapora. El paso de agua líquida a su estado gaseoso requiere calor.

### Helada blanca

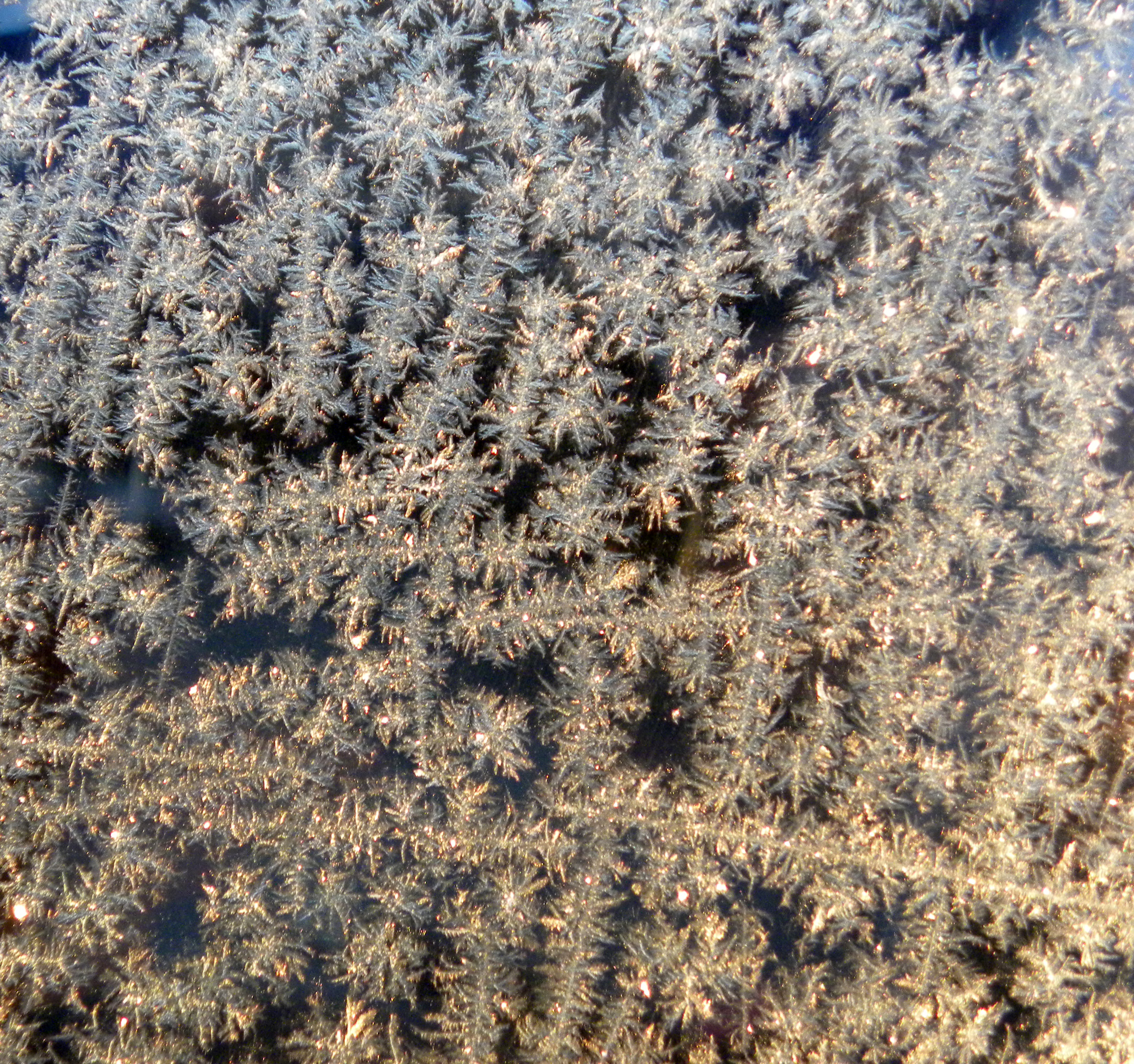
Escarcha acristalada.

Se denomina helada blanca o escarcha a la capa de hielo cristalino que se forma, en forma de escamas, agujas, plumas o abanicos, sobre superficies expuestas a la intemperie que se han enfriado lo suficiente como para provocar la deposición directa del vapor de agua contenido en el aire. Así pues, se trata de una forma de condensación (como el rocío) y no de precipitación.
La primera condición es que las superficies tengan una temperatura por debajo de 0 °C; otra condición para que la escarcha se produzca es que la humedad relativa del aire sea superior al 60 %, de lo contrario no habrá suficiente vapor de agua en la atmósfera para depositarse en las superficies. La última condición para que esto se produzca es que el viento no sea intenso, de lo contrario, el vapor de agua no podrá depositarse.

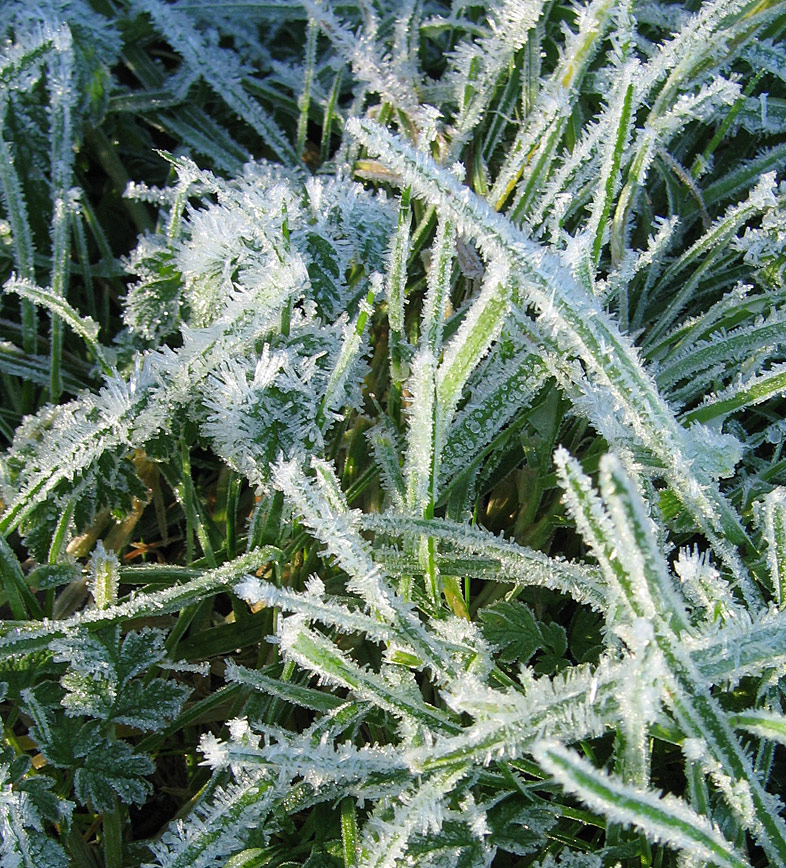
Briznas de pasto cubiertas de escarcha.

La vegetación puede no necesariamente dañarse en una noche en que las hojas se expongan a condiciones de congelación. Las hojas de las plantas forman una capa de estado líquido muy frío, asegurando temperaturas de −4 °C a −12 °C. Sin embargo, una vez que la escarcha se forma, las células vegetales de la superficie de la hoja pueden afectarse ante cristales de hielo filoso. Ciertas bacterias son particularmente efectivas ante la formación de escarcha.
Las plantas anuales, como los tomates, morirán una vez que sucumban a la primera helada de todo el año. Las plantas caducifolias morirán también, pero volverán a brotar una vez que llegue la primavera. Finalmente, las plantas perennes, como las coníferas, permanecerán verdes todo el año, aunque su crecimiento es mayor en temporadas libres de escarcha.
Las diferencias en el clima pueden influir fuertemente en el daño que la escarcha le haga a la planta. Por ejemplo, una planta como el romero siempre morirá estando a la intemperie en áreas más frías, mientras que en lugares templados cálidos puede fácilmente sobrevivir.
Dado el estado de floración de la planta, se impone introducir una buena poda, conviene que el agricultor la realice  en un plazo de entre cuatro a ocho días y no postergarla más allá de veinte, de modo que más tarde se desarrollen las yemas latentes que existan en los brazos y los troncos. Esta labor debe ser ayudada por el riego inmediato y trabajos superficiales que, al mantener mullido el terreno, impidan la pérdida de humedad, el desarrollo de malas hierbas y la producción de costra. Además, la aplicación de nitratos reforman el sistema vegetativo tan dañado. Conviene también la aplicación de quemadores distribuidos en forma adecuada alimentados con petróleos u otros sistemas de calefacción similares, aplicados con frecuencia en la región.

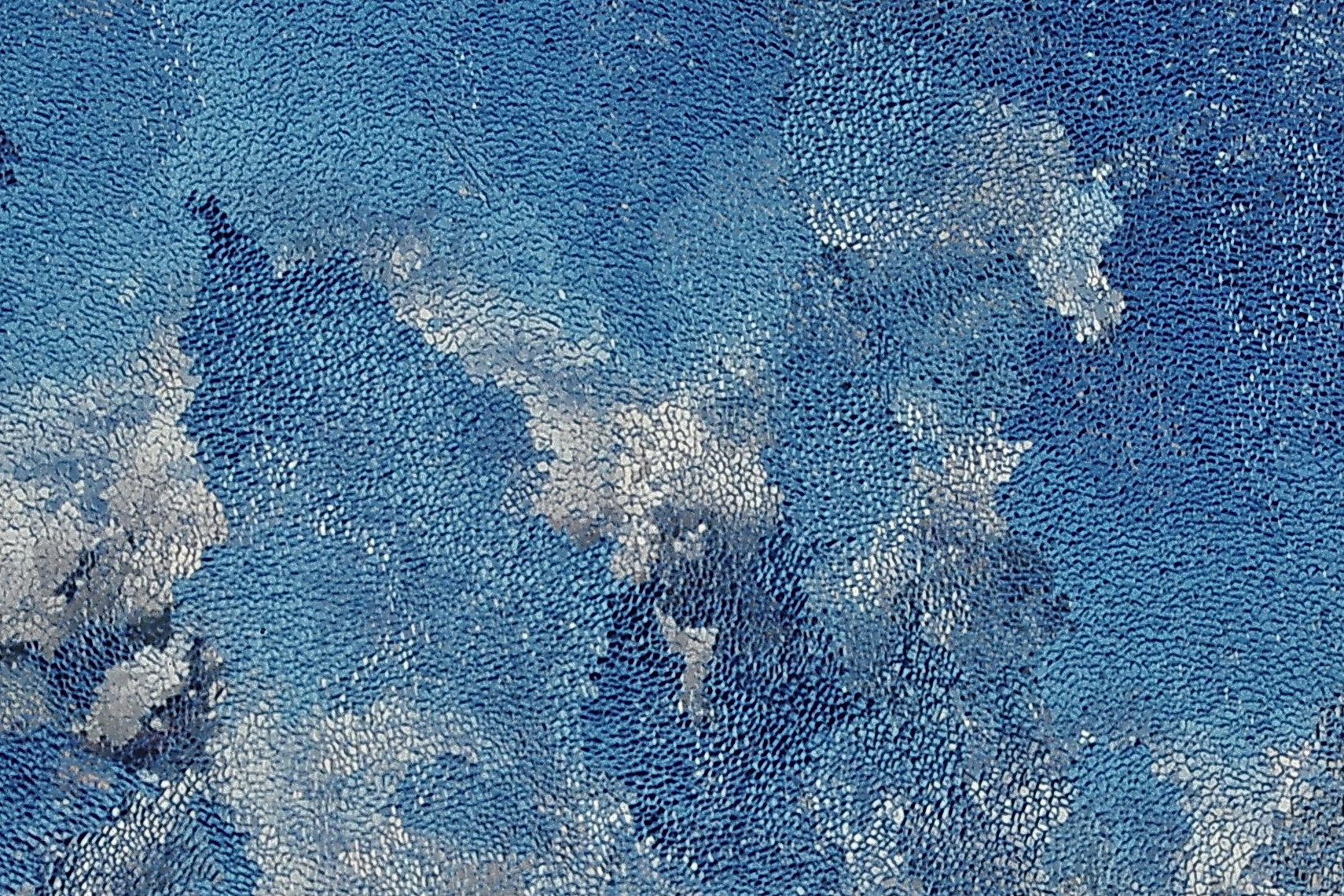
Escarcha en forma de un tipo de flor
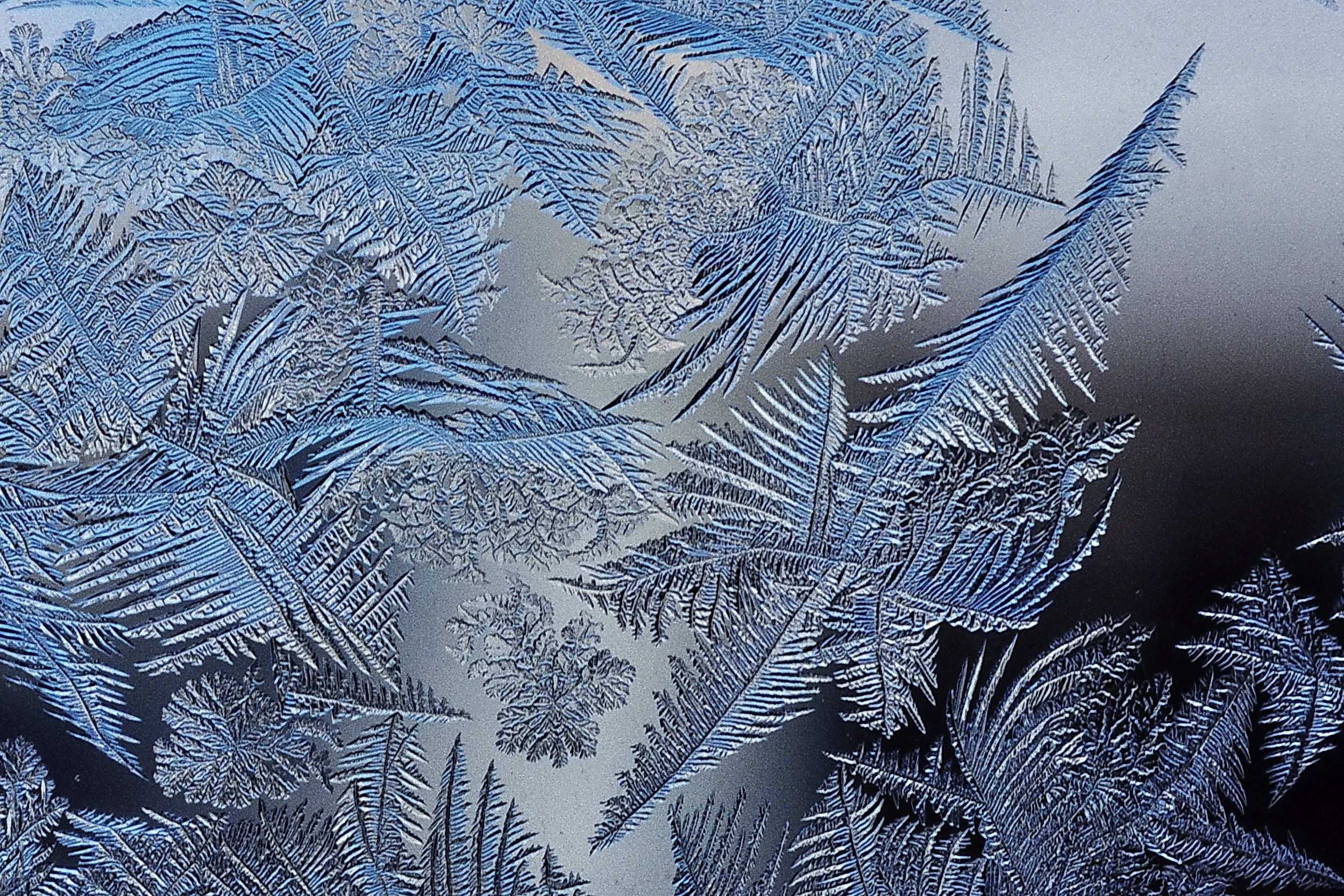
Escarcha en forma de helecho
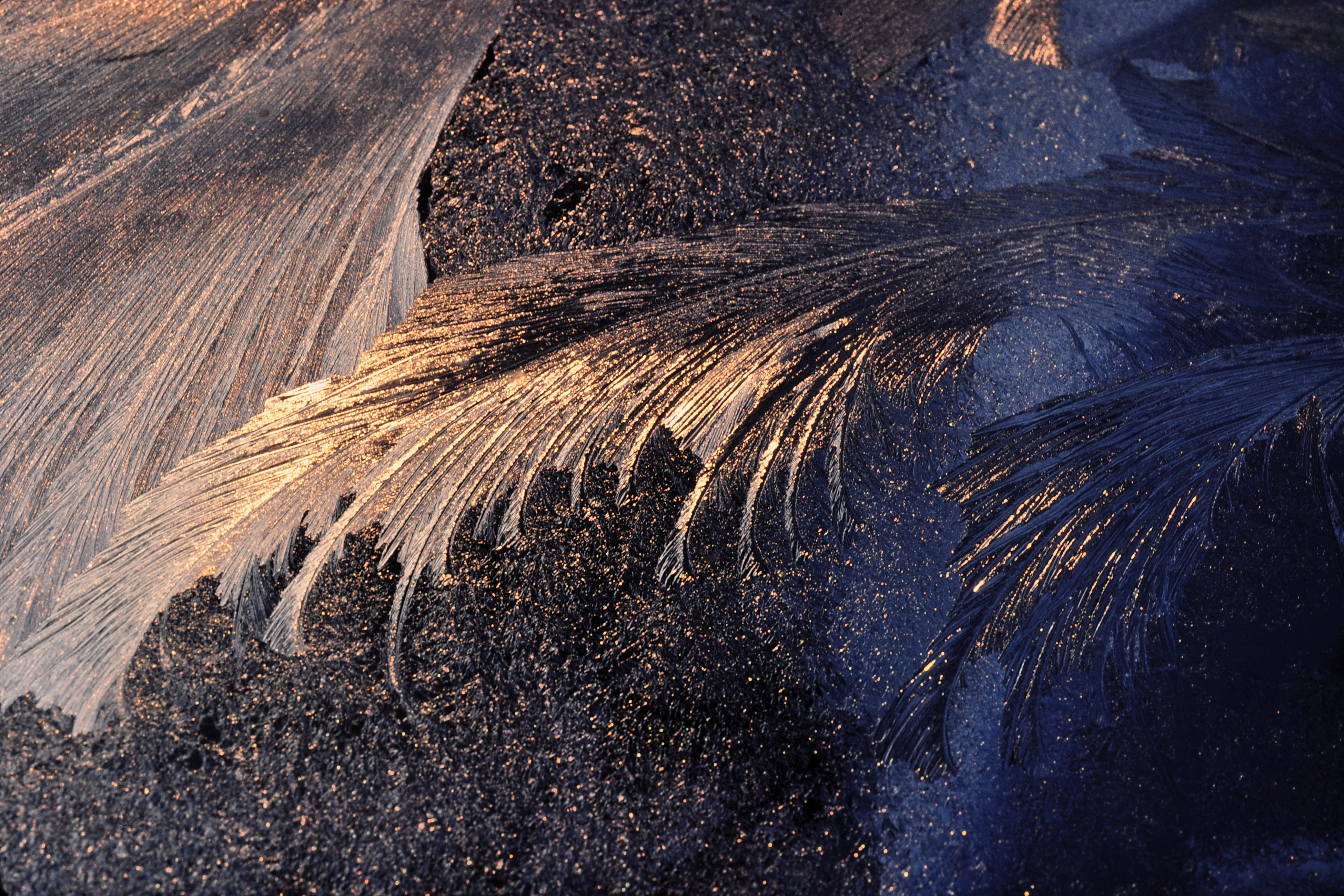
Escarcha en forma de un tipo de flor
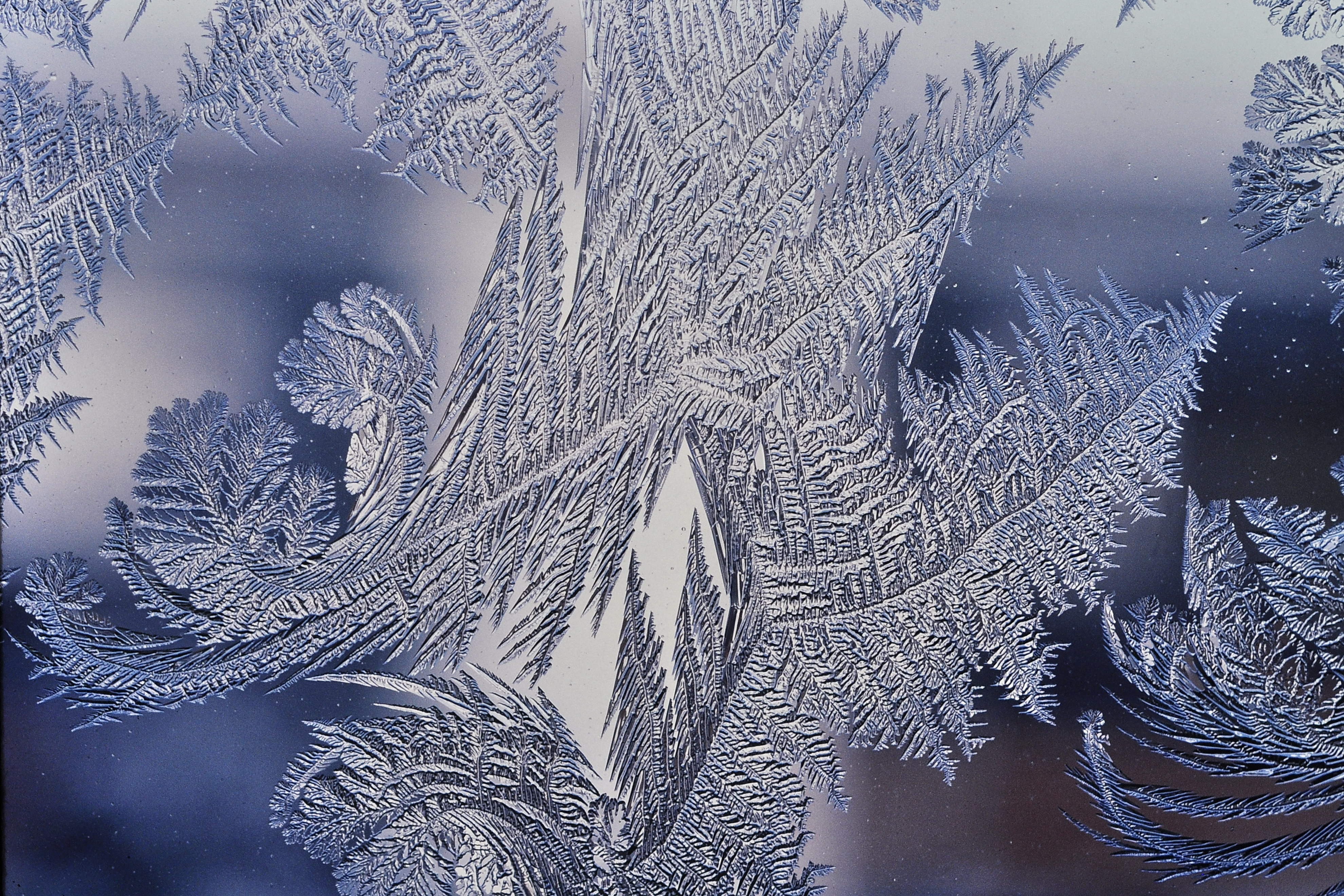
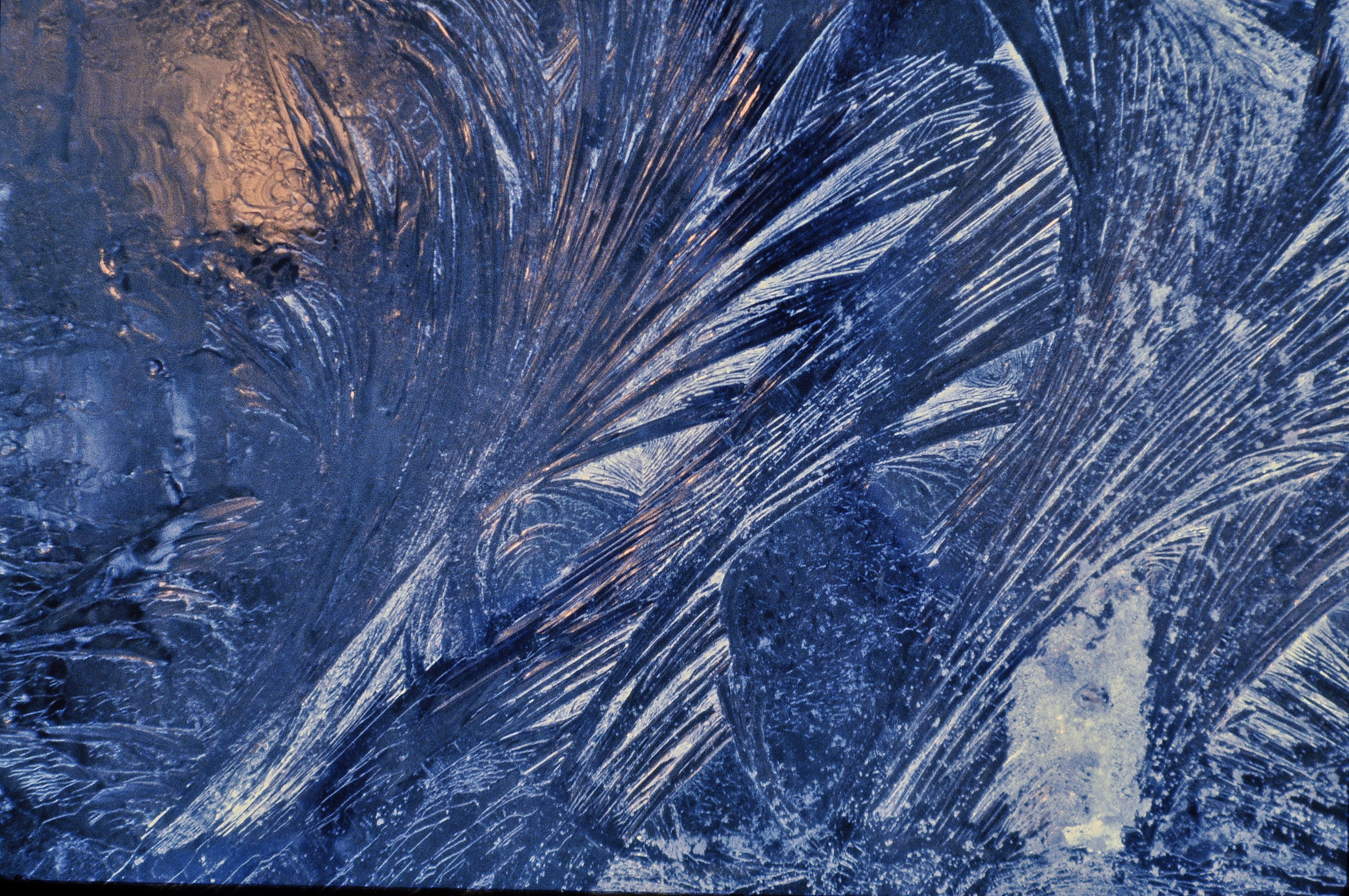
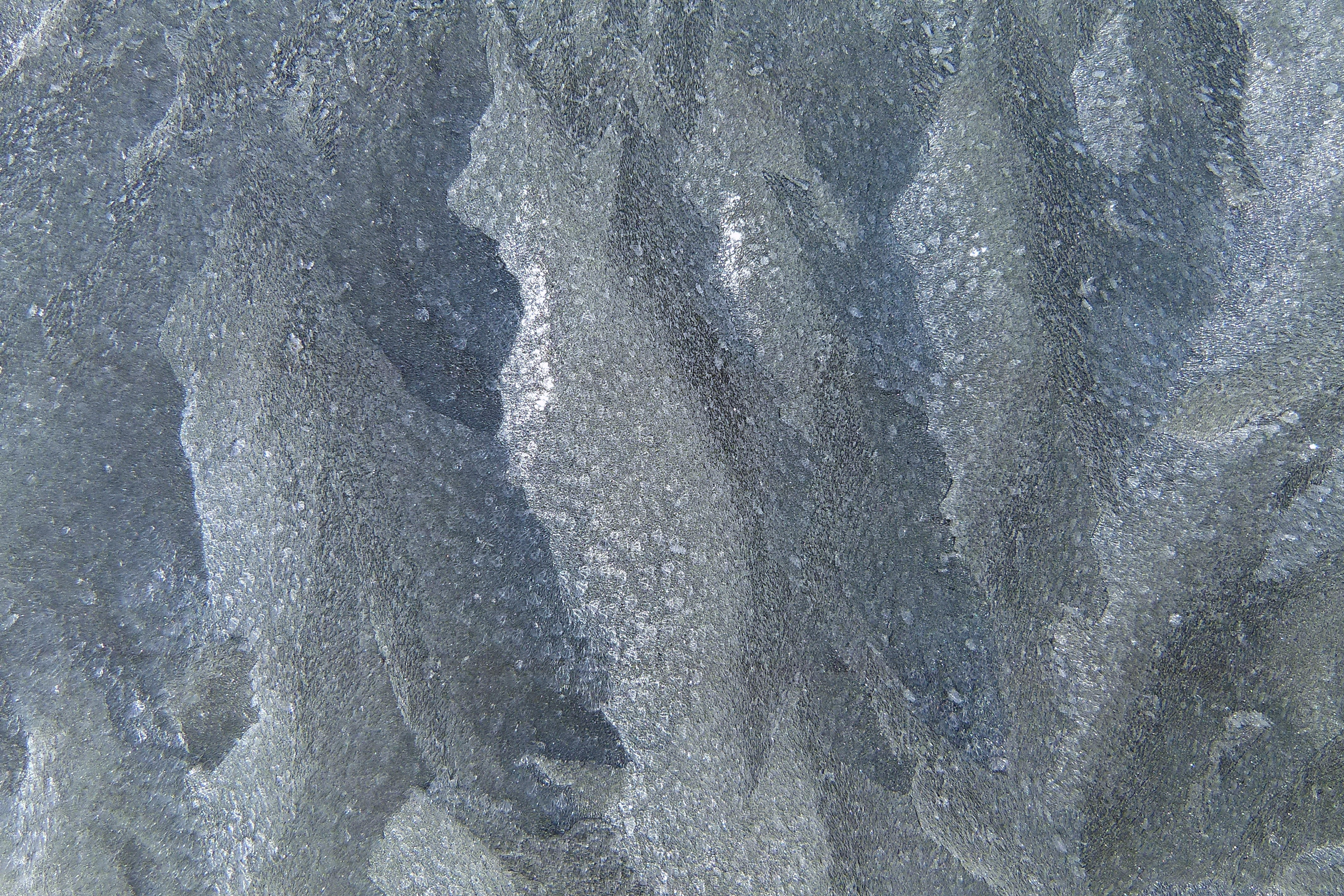

### Helada negra
Cuando las temperaturas son lo suficientemente bajas se puede producir la formación de hielo dentro de las plantas lo cual puede producir daños serios en los tejidos de las plantas la planta queda oscura, quemada y finalmente se muere. Hay poca o nula evidencia acerca de los efectos de la duración de heladas sobre las plantas. Esto podría significar que los efectos dañinos no dependen de la duración del evento sino de la temperatura que se alcance. Cuando la tasa de enfriamiento de la temperatura del aire es muy rápida, se produce un mayor efecto dañino en los tejidos. Según Snyder and Melo-Abreu  se pueden presentar dos tipos de congelamiento en los tejidos:
- Formación de los cristales dentro del protoplasma (congelamiento intracelular)
- Formación de cristales dentro de la planta pero fuera del protoplasma (congelamiento extracelular)

Se efectúa un enfriamiento general en la atmósfera que ataca, por su amplitud de acción, hasta especies vegetales “resistentes”, como parrales, es por ello que el humus y el riego que se pone en práctica desde la madrugada, puede dar buenos resultados para combatirla.

## Clasificación de las heladas para la agricultura y la jardinería
En agricultura y jardinería se clasifican las plantas como resistentes o no a heladas suaves, medias y fuertes. Siendo esta clasificación un referente a los climas a los que están adaptadas.
- Heladas suaves. Las temperaturas bajan un poco por debajo de 0 °C de forma excepcional y las temperaturas vuelven a subir pasadas pocas horas. Este tipo de heladas se dan en el clima mediterráneo y el oceánico.

Un tipo concreto de helada suave es la helada por evaporación que se produce en las plantas debido a la evaporación del agua o rocío que ha quedado en la superficie de las plantas tras la lluvia o el descenso de la humedad atmosférica. El fenómeno de la evaporación del agua provoca la adsorción de calor, que a su vez produce pérdida de calor a la planta y descenso de la temperatura, pudiendo la planta bajar de los 0 °C, este fenómeno también se puede producir en animales y puede producir una hipotermia o incluso la muerte.
- Heladas medias. Las temperaturas bajan por debajo de 0 °C durante las noches y algunos días del invierno, siendo muy excepcional que se registren temperaturas por debajo de -10 °C. Las heladas medias se producen principalmente en el clima continental húmedo y el clima continental mediterráneo.

Las heladas medias suelen ser heladas por radiación, con inversión térmica, producidas por el enfriamiento de las capas más bajas de la atmósfera debido a la pérdida progresiva del calor de la tierra en noches de cielo despejado y ausencia de viento. Las heladas por radiación provocan la formación de una capa de escarcha blanca de pequeños cristales de hielo sobre la superficie de la planta, la denominada helada blanca. En la inversión térmica el aire helado de las capas altas al estar a menor temperatura es más pesado y cae ocupando la zona más baja de la atmósfera junto al suelo.
- Heladas fuertes. Son heladas muy intensas en las que las temperaturas se mantienen por debajo de -10 °C durante gran parte del invierno, situación habitual en el clima de montaña, el clima continental frío y el clima continental monzónico.

Es importante mencionar un caso excepcional de helada fuerte, la helada por advección. Se produce por la entrada de una masa de aire seco y frío a temperatura inferior a 0 °C, acompañada de vientos con velocidades superiores a los 15 km/h. Esta situación se da con cielos nublados o semi-cubiertos. La acción del aire frío, generalmente procedente de las regiones polares, puede durar varios días, deshidratando las plantas y acabando con los fluidos celulares que le sirven de defensa frente a la helada.
Las heladas por advección pueden llegar a matar a la planta. En tal caso, la planta sufrirá la denominada helada negra, por la coloración negra que muestran los tejidos destruidos por el frío.

### Efectos fisiológicos de las heladas en las plantas

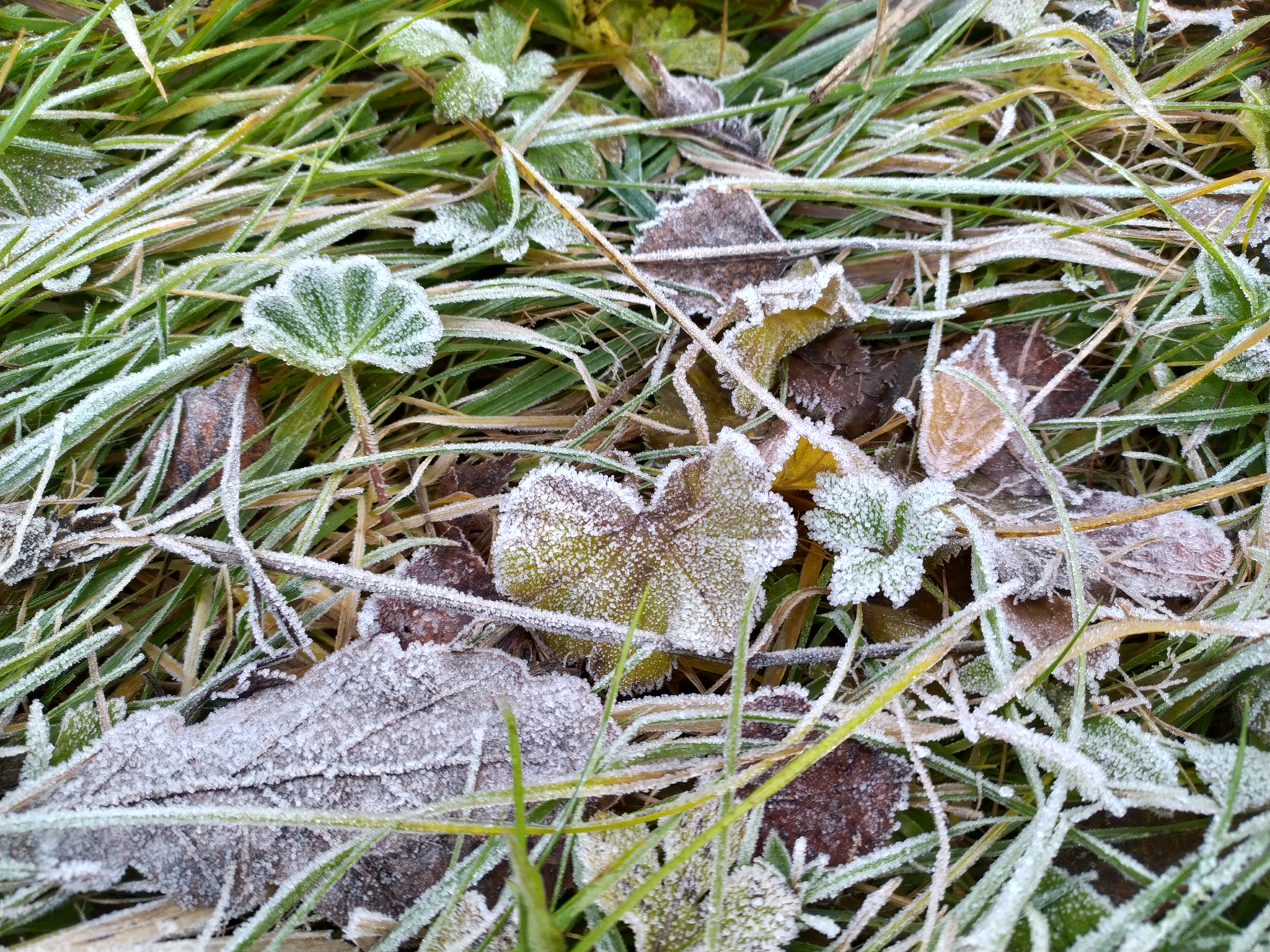
Una helada en el suelo. Moscú, 1 de noviembre de 2021.

En las plantas, cuando la temperatura es menor a 0 °C y existen sustancias que actúen como nucleador heterogéneo, el agua se congelará, esto por lo general sucede en las cavidades extracelulares en las cuales el agua se congelará primero. Caso contrario ocurre dentro de las células ya que su contenido de solutos es alto y esto las protege de la congelación. Si las condiciones de temperatura se mantienen o la temperatura desciende, entonces la presión de vapor del hielo será más baja que la presión de vapor del agua en estado líquido. Como resultado, el agua líquida dentro de la célula pasará a través de la membrana semipermeable y se depositará en los cristales de hielo fuera de la célula. Cuando se presenta un congelamiento en los tejidos de las plantas, las células van muriendo debido a la fuga de agua de las células en dirección a las masas de hielo extracelular.
Si una célula de una planta no tiene un nucleador heterogéneo, la temperatura a la cual se congelaría es de -40 °C.[cita requerida] En general, el hielo es usualmente extracelular en las hojas congeladas. Algunas de las sustancias que pueden actuar como un nucleador heterogéneo según Pearce son: 
- Algunas bacterias nucleadoras del hielo (Ice nucleation-active, INA, en inglés) son: Pseudomonas syringae y Erwinia herbicola
- Otras moléculas y estructuras biológicas
- Residuos orgánicos o inorgánicos

El aspecto más importante de las heladas en relación con las plantas es que determinan la duración de la temporada de crecimiento: el período desde la última helada mortal en primavera hasta la primera helada mortal en otoño, con referencia a las plantas de cultivo más tiernas. Hay regiones donde la temporada alcanza una duración críticamente corta para la maduración de la mayoría de los cultivos utilizables y otras donde la temporada es tan larga que se puede cosechar más de una plantación de cultivos como el maíz y la alfalfa. En las regiones donde las heladas son raras o inexistentes, otros factores adquieren más importancia.
Una de las situaciones más críticas para las heladas se encuentra en las regiones de los cítricos. Allí, las pocas heladas letales que probablemente se producen cada invierno se combaten con una variedad de métodos, incluyendo calentar los bosques con quemadores especiales que usan aceite o un combustible sólido derivado del petróleo, mezclar el aire con grandes ventiladores montados sobre los árboles o regar con un fino rocío de agua sobre los árboles para mantener la temperatura en o muy cerca del nivel no dañino de 0 °C.

### Métodos de protección

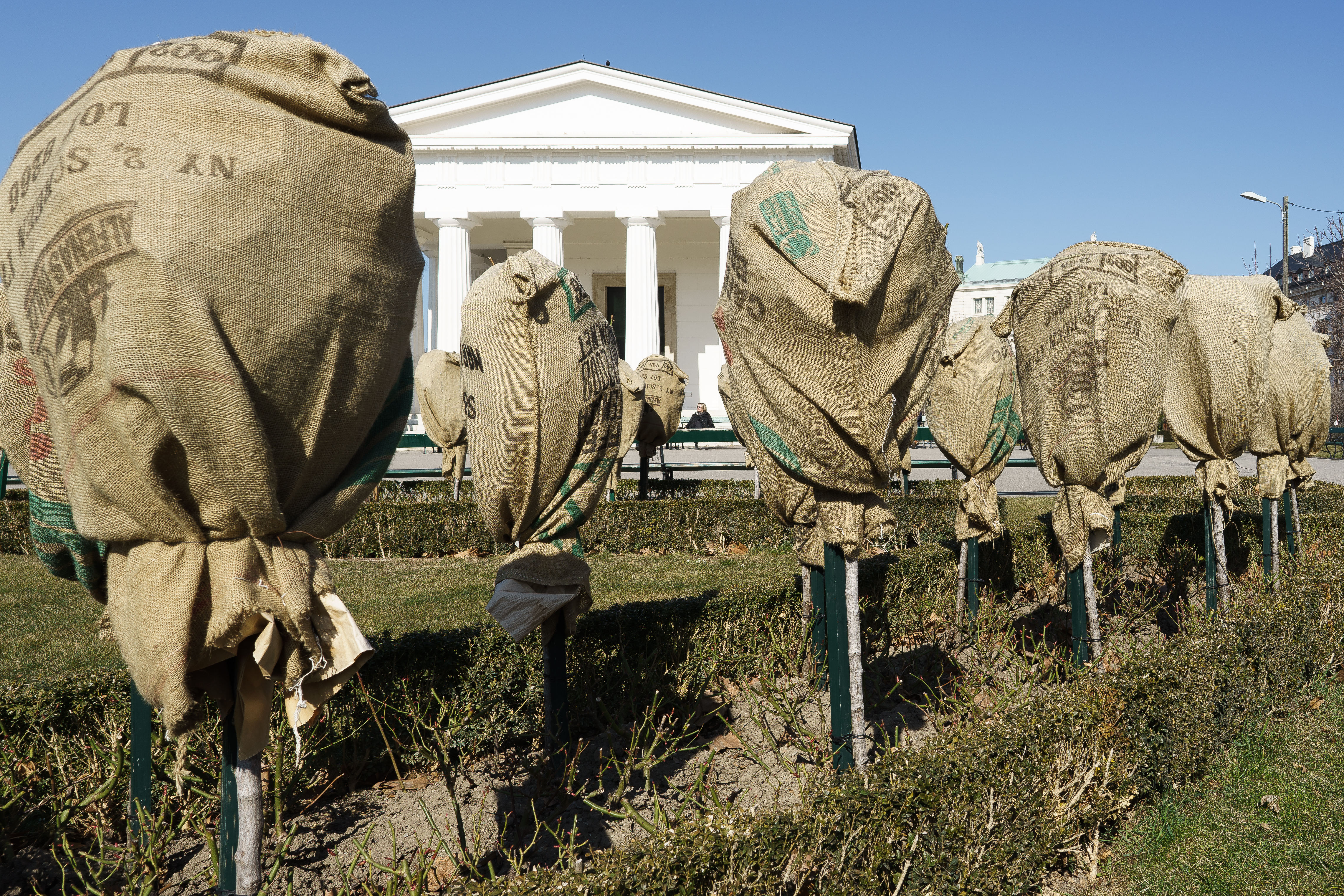
Rosas con protección contra las heladas en el Volksgarten de Viena

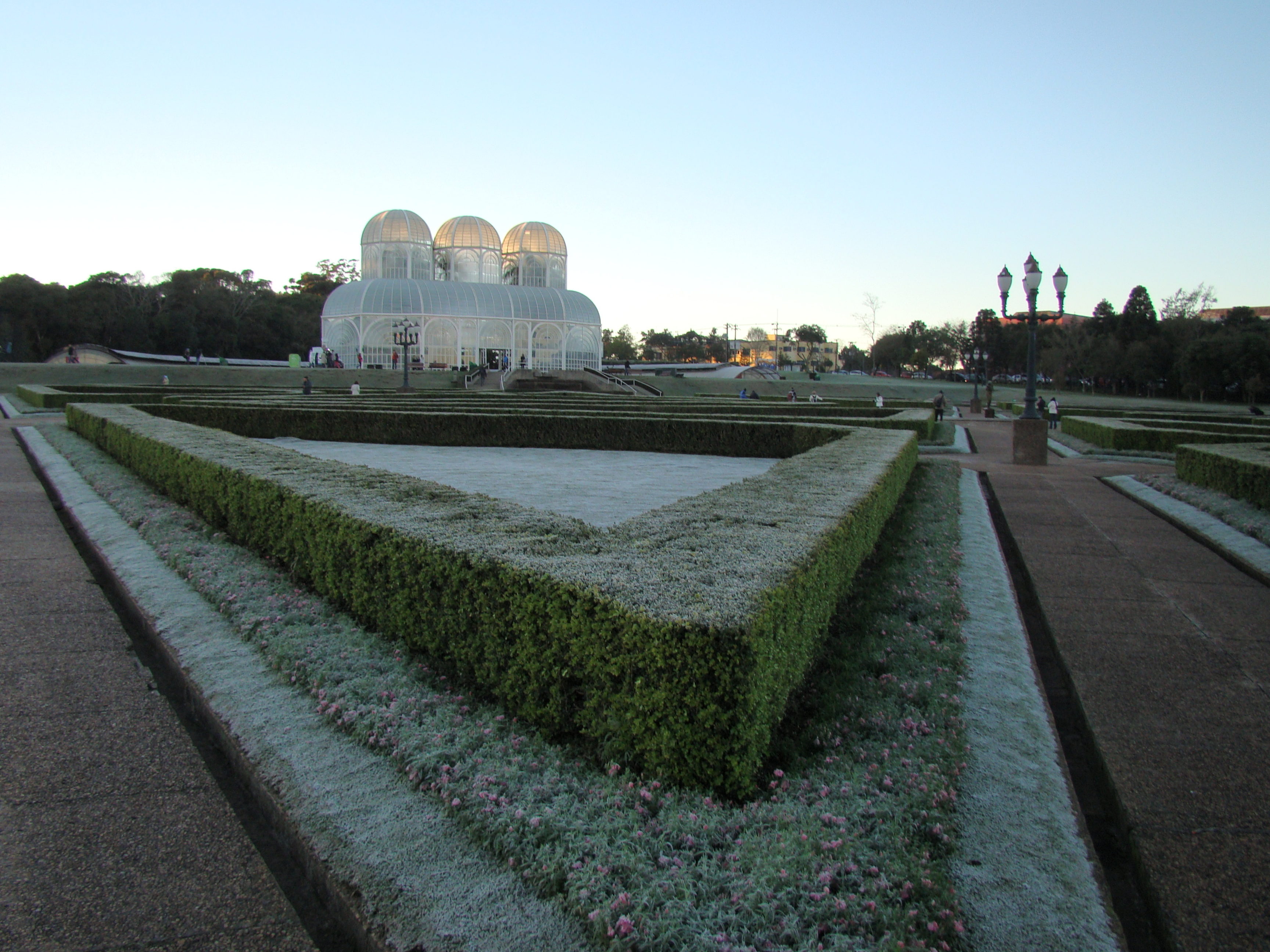
Curitiba (Sur de Brasil) es la más fría de las capitales de estado de Brasil; el invernadero del Jardín Botánico de Curitiba protege las plantas sensibles.

Las medidas típicas para prevenir las heladas o reducir su severidad incluyen una o más de:
- Despliegue de sopladores potentes para simular el viento, evitando así la formación de acumulaciones de aire frío. Existen variaciones sobre este tema. Una variedad es la máquina de viento, una hélice accionada por un motor y montada en un poste vertical que sopla aire casi horizontalmente. Las máquinas de viento se introdujeron como método de protección contra las heladas en California durante la década de 1920, pero no fueron ampliamente aceptadas hasta las décadas de 1940 y 1950. Ahora, se utilizan comúnmente en muchas partes del mundo.[11] Otro es el sumidero invertido selectivo,[12] un dispositivo que evita las heladas extrayendo aire frío del suelo y soplándolo a través de una chimenea. Se desarrolló originalmente para evitar que las heladas dañaran los cítricos en Uruguay. En Nueva Zelanda, los helicópteros se utilizan de forma similar, sobre todo en las regiones de viñedos como Marlborough. Al arrastrar hacia abajo el aire más cálido de las inversión, e impedir que el aire más frío se estanque en el suelo, los helicópteros que vuelan bajo evitan que se dañen las yemas de los frutos. Como las operaciones se llevan a cabo de noche, y en el pasado han llegado a intervenir hasta 130 aviones por noche en una región, las normas de seguridad son estrictas.[13] Aunque no es un método específico, los aerogeneradores tienen un efecto similar (aunque menor) al mezclar verticalmente capas de aire de diferente temperatura.[14][15][16]
- Para cultivos de alto valor, los agricultores pueden envolver árboles y utilizar cubiertas físicas para los cultivos.
- En el caso de cultivos de alto valor en pequeñas superficies, puede resultar práctico calentarlos para ralentizar el descenso de la temperatura.
- Producción de humo para reducir el enfriamiento por radiación, que ahora se considera poco beneficioso.[17]
- Rociar los cultivos con una capa de agua libera calor latente, evitando la congelación perjudicial de los tejidos de las plantas que recubre.

Estas medidas deben aplicarse con discreción, ya que pueden ser más perjudiciales que beneficiosas; por ejemplo, rociar los cultivos con agua puede causar daños si las plantas se sobrecargan de hielo. Un método eficaz y barato para pequeñas explotaciones agrícolas y viveros aprovecha la calor latente de congelación. Un programador de riego por impulsos suministra agua a través de los aspersores aéreos existentes a volúmenes bajos para combatir las heladas de hasta −5 grados Celsius (23,0 °F). Si el agua se congela, desprende su calor latente, impidiendo que la temperatura del follaje descienda mucho por debajo de cero.